# Nebulosa Serpente
La Nebulosa Serpente (nota anche col nome inglese The Snake - il serpente - o B72) è una nebulosa oscura visibile nella costellazione dell'Ofiuco.
Si osserva con facilità, nonostante le sue piccole dimensioni, grazie al fatto che appare su uno sfondo ricco di stelle; appare con una forma sinuosa come quella, appunto, di un serpente, sullo sfondo della Via Lattea, a NNW del "corpo" della Nebulosa Pipa, a cui sembra apparentemente collegata. Per la sua osservazione occorre un telescopio da 100-150mm di apertura, con un cielo limpido e scuro.
Ad est della Nebulosa Serpente si trova un'altra nebulosa oscura, B68; a sud invece si individuano B69, B70 e B74.